# О’Тул, Питер
Пи́тер Ше́ймус Ло́ркан О’Тул (англ. Peter Seamus Lorcan O'Toole, ирл. Peadar Séamus Lorcán Ó Tuathail, 2 августа 1932, Коннемара — 14 декабря 2013, Лондон) — английский актёр театра и кино. Имел больше всех номинаций на «Оскар» за актёрскую работу (восемь), но без победы. За свою полувековую карьеру был удостоен четырёх «Золотых глобусов» (дважды как лучший драматический актёр), премий BAFTA и «Эмми».

## Жизнь и актёрская карьера
Я преклонялся перед О’Тулом. Помню, как мы первый раз пошли с ним в бар. Он сказал: «Возьми «Гиннесс». Как настроение, дорогой? Ладно, давай выпьем и пойдем за нашими «Оскарами». Меня восхищает такого рода безумие, восхищают пьяницы и разгильдяи. И я когда-то таким был. Несколько лет назад я снова видел О’Тула, и он сказал: «Говорят, у тебя уже нимб вокруг головы — не то что у нас, грешных». Когда бросаешь пить, теряешь кое-кого из друзей.
Учился в Королевской академии драматического искусства, работал в бристольском Олд Вике. В шестидесятые годы голубоглазый статный блондин О’Тул снискал известность в амплуа романтического героя. Всемирную славу ему принесло исполнение роли Лоуренса Аравийского в одноимённом британском фильме (1962), широчайшую популярность — партнёрство с Одри Хэпбёрн в изящной комедии «Как украсть миллион» (1966). Дважды номинировался на «Оскар» за роль английского короля Генриха II («Беккет» 1964, «Лев зимой» 1968). Среди заметных ролей 1970-х годов — роль Тиберия в драме «Калигула» (1979).
В 1970-е годы боролся с алкоголизмом, был на грани смерти после удаления поджелудочной железы и значительной части желудка, но поборол недуг.
В 1989 году с большим успехом сыграл заглавного персонажа в британских постановках пьесы Кейта Уотерхауса «Джеффри Бернард нездоров» (играл эту свою «коронную роль» в различных театрах до 1999).
В «большое кино» вернулся «Последним императором» Бернардо Бертолуччи (1987).
Вплоть до 1999 года продолжал играть ведущие роли в различных театрах Великобритании, Ирландии и США. Среди заметных киноработ последнего времени — Приам («Троя», 2004), Казанова (сериал «Казанова», 2005). За роль умирающего от рака ветерана театральной сцены Мориса в трагикомедии «Венера» (2006) был в последний раз в жизни представлен к «Оскару».
О’Тул известен как хронический неудачник премии «Оскар»: он номинировался восемь раз в категории «Лучшая мужская роль», но не выиграл ни разу. О’Тул уступал победу таким знаменитым актёрам как Грегори Пек, Марлон Брандо, Роберт Де Ниро и другим.
Когда в 2003 году Американская академия киноискусства наконец удостоила его почётной премии за вклад в развитие кино, он сначала отказался принять награду, но, в конечном счёте, изменил своё решение и появился на церемонии.
9 июля 2012 года 79-летний Питер О’Тул объявил об окончании кинокарьеры. Текст официального заявления, опубликованного секретарём актёра, гласит:
Заинтересованность в этом покинула меня и моё сердце; она уже не вернётся. Моя карьера принесла мне всеобщую поддержку, эмоциональное свершение и существенный комфорт. Она свела меня с многими чудесными людьми, хорошими товарищами, с которыми я разделял неизбывную судьбу множества актёров: взлёты и падения. Тем не менее, я считаю, что каждый сам должен решать за себя, когда уйти в сторону.
Спустя полтора года, 14 декабря 2013 года, 81-летний О’Тул скончался в лондонском госпитале Уэллингтон, куда его доставили за два дня до этого, после тяжёлой и продолжительной болезни. Соболезнования в связи с кончиной О’Тула одним из первых выразил президент Ирландии, близкий друг актёра Майкл Хиггинс.
Прощание с актёром и кремация прошли в крематории Голдерс Грин. Прах был развеян на родине в Ирландии.

### Личная жизнь
Питер О’Тул был женат двадцать лет (до 1979 года) на актрисе Шан Филлипс из Уэльса. От этого брака у О’Тула две дочери Кейт и Патрисия. Обе актрисы. Также у него есть сын Лоркан от бывшей модели Карен Саммерфилд.
В 1970-х годах успешно излечился от рака желудка.

## Актёрские работы

### Актёр
| Год  |    | Русское название                     | Оригинальное название                          | Роль                                            |
| ---- | -- | ------------------------------------ | ---------------------------------------------- | ----------------------------------------------- |
| 1958 | тф |                                      | The Castiglioni Brothers                       | Марио                                           |
| 1960 | ф  | Похищенный                           | Kidnapped                                      | Робин Макгрегор                                 |
| 1960 | тф |                                      | Siwan: The King's Daughter                     | Гвилим де Бреос                                 |
| 1960 | ф  | Невинные дикари                      | The Savage Innocents                           | первый солдат                                   |
| 1960 | ф  | День, когда ограбили английский банк | The Day They Robbed the Bank of England        | капитан Фитч                                    |
| 1962 | ф  | Лоуренс Аравийский                   | Lawrence of Arabia                             | Лоуренс Аравийский                              |
| 1964 | ф  | Бекет                                | Becket                                         | Генрих II Плантагенет                           |
| 1965 | ф  | Лорд Джим                            | Lord Jim                                       | лорд Джим                                       |
| 1965 | ф  | Что нового, кошечка?                 | What’s New Pussycat?                           | Майкл Джеймс                                    |
| 1966 | ф  | Как украсть миллион                  | How to Steal a Million                         | Саймон Дермотт                                  |
| 1966 | ф  | Библия                               | The Bible: In The Beginning                    | 3 ангела                                        |
| 1967 | ф  | Ночь генералов                       | The Night of the Generals                      | генерал Танц                                    |
| 1967 | ф  | Казино «Рояль»                       | Casino Royale                                  | волынщик (в титрах не указан)                   |
| 1968 | ф  | Лев зимой                            | The Lion in Winter                             | Генрих II Плантагенет                           |
| 1968 | ф  | Екатерина Великая                    | Great Catherine                                | капитан Чарльз Эдстэстон                        |
| 1969 | ф  | Стилет                               | Stiletto                                       | (в титрах не указан)                            |
| 1969 | ф  | До свидания, мистер Чипс             | Goodbye, Mr. Chips                             | Артур Чиппинг                                   |
| 1970 | ф  | Братская любовь                      | Country Dance                                  | сэр Чарльз Фергюсон                             |
| 1971 | ф  | Война Мёрфи                          | Murphy’s War                                   | Мёрфи                                           |
| 1971 | ф  | Под сенью млечного леса              | Under Milk Wood                                | капитан Том Кэт                                 |
| 1972 | ф  | Правящий класс                       | The Ruling Class                               | Джек Гурни, 14-й граф Гурни                     |
| 1972 | ф  | Человек из Ла Манчи                  | Man of La Mancha                               | Дон Кихот / Мигель де Сервантес                 |
| 1975 | ф  | Розовый бутон                        | Rosebud                                        | Ларри Мартин                                    |
| 1975 | ф  | Человек по имени Пятница             | Man Friday                                     | Робинзон Крузо                                  |
| 1976 | ф  | Фокстрот                             | Foxtrot                                        | Ливиу                                           |
| 1976 | тф | Отшельник                            | Rogue Male                                     | сэр Роберт Хантер                               |
| 1978 | ф  | Мощная игра                          | Power Play                                     | полковник Зеллер                                |
| 1979 | ф  | Калигула                             | Caligola                                       | Тиберий                                         |
| 1979 | ф  | Рассвет зулусов                      | Zulu Dawn                                      | лорд Челмсфорд                                  |
| 1980 | ф  | Трюкач                               | The Stunt Man                                  | Илай Кросс, кинорежиссёр                        |
| 1980 | с  |                                      | Strumpet City                                  | Джим Ларкин, 4 эпизода (из 7)                   |
| 1981 | с  | Масада                               | Masada                                         | генерал Луций Флавий Сильва                     |
| 1982 | ф  | Мой лучший год                       | My Favorite Year                               | Алан Сванн                                      |
| 1982 | тф | Человек и сверхчеловек               | Man and Superman                               | Джек Таннер                                     |
| 1983 | тф | Свенгали                             | Svengali                                       | Антон Босняк                                    |
| 1983 | тф | Пигмалион                            | Pygmalion                                      | профессор Генри Хиггинс                         |
| 1984 | тф | Ким                                  | Kim                                            | Лама                                            |
| 1984 | ф  | Супердевушка                         | Supergirl                                      | Золтар                                          |
| 1985 | ф  | Творец                               | Creator                                        | доктор Гарри Уолпер                             |
| 1986 | ф  | Клуб «Рай»                           | Club Paradise                                  | губернатор Энтони Кройден Хейс                  |
| 1986 | с  | Театр Рэя Брэдбери (новелла Банши)   | The Ray Bradbury Theater                       | Джон Хэмптон                                    |
| 1987 | ф  | Последний император                  | The Last Emperor                               | Реджинальд Джонстон (Джонстон, Реджинальд)      |
| 1988 | ф  | Высшие духи                          | High Spirits                                   | Питер Планкетт                                  |
| 1989 | ф  | В лунную ночь                        | In una notte di chiaro di luna                 | профессор Макшул                                |
| 1989 | с  | Тёмный ангел                         | The Dark Angel                                 | дядя Сайлис Ратин                               |
| 1989 | тф | Путь к свободе                       | Crossing to Freedom                            | Джон Сидни Говард                               |
| 1990 | ф  | Крылья славы                         | Wings of Fame                                  | актер Сезар Валентин                            |
| 1990 | ф  | Похититель радуги                    | The Rainbow Thief                              | Принц Мелигр                                    |
| 1990 | мф | Принц Щелкунчик                      | The Nutcracker Prince                          | Pantaloon (голос)                               |
| 1991 | ф  | Король Ральф                         | King Ralph                                     | сэр Седрик Чарльз Уиллингем                     |
| 1991 | ф  | Изабель Эберхардт                    | Isabelle Eberhardt                             | майор Лайоти                                    |
| 1992 | ф  | Дочери Ребекки                       | Rebecca's Daughters                            | лорд Сэм Сарн                                   |
| 1992 | с  | Штатские                             | Civvies                                        | Бэрри Ньюмен                                    |
| 1993 | ф  | Седьмая монета                       | The Seventh Coin                               | Эмиль Сейбер                                    |
| 1994 | с  | Рай и Ад: Север и Юг. Книга 3        | North and South. Book III: Heaven and Hell     | Сэм Трамп                                       |
| 1995 | тф | Напряжённая атмосфера                | Heavy Weather                                  | Кларенс, граф Эмсворд                           |
| 1996 | тф | Путешествия Гулливера                | Gulliver’s Travels                             | император лиллипутов                            |
| 1997 | ф  | Волшебная история                    | FairyTale: A True Story                        | Артур Конан Дойль                               |
| 1998 | ф  | Фантомы                              | Phantoms                                       | доктор Тимоти Флайт                             |
| 1998 | с  | Возвращение домой                    | Coming Home                                    | полковник Эдгар Кэри-Льюис                      |
| 1999 | с  | Жанна д’Арк                          | Joan Of Ark                                    | епископ Кошон                                   |
| 1999 | ф  | Молокаи. История отца Дэмиена        | Molokai: The Story of Father Damien            | Уильям Уильямсон                                |
| 1999 | ф  | Особняк                              | The Manor                                      | Равенскрофт                                     |
| 1999 | тф | Джеффри Бернард нездоров             | Jeffrey Bernard is Unwell                      | Джеффри Бернард                                 |
| 2002 | ф  | Полный беспредел                     | Global Heresy                                  | Лорд Чарльз Фоксли                              |
| 2002 | ф  | Последний занавес                    | The Final Curtain (film)                       | Джей-Джей Кертис                                |
| 2003 | ф  | Золотая молодёжь                     | Bright Young Things                            | полковник Блаунт                                |
| 2003 | тф | Гитлер: Восхождение дьявола          | Hitler: The Rise of Evil                       | президент Пауль фон Гинденбург                  |
| 2003 | тф | Римская империя: Август              | Imperium: Augustus                             | император Август                                |
| 2004 | ф  | Троя                                 | Troy                                           | Приам                                           |
| 2005 | с  | Казанова                             | Casanova                                       | старый Казанова                                 |
| 2005 | ф  | Лесси                                | Lassie                                         | герцог                                          |
| 2006 | ф  | Венера                               | Venus                                          | Морис                                           |
| 2006 | ф  | Одна ночь с королём                  | One Night with the King                        | пророк Самуил                                   |
| 2007 | ф  | Звёздная пыль                        | Stardust                                       | король Штормхольда                              |
| 2008 | с  | Тюдоры                               | The Tudors                                     | папа Павел III                                  |
| 2008 | ф  | Декан Спэнли                         | Dean Spanley                                   | Горацио Фиск                                    |
| 2008 | ф  | Рождественский коттедж               | Thomas Kinkade’s Home for Christmas            | Глен Уэсман                                     |
| 2009 | с  | Железная дорога                      | Iron Road                                      | Лайонел Релик                                   |
| 2012 | ф  | Эльдорадо                            | Eldorado                                       | рассказчик                                      |
| 2012 | ф  | Битва за свободу                     | For Greater Glory: The True Story of Cristiada | отец Кристофер                                  |
| 2014 | ф  | Екатерина Александрийская            | Katherine of Alexandria                        | Галлус / Gallus                                 |
| 2015 | ф  | Весь мир у наших ног                 | The Whole World at Our Feet                    | Тагбот                                          |
| 2018 | ф  | Екатерина Синайская                  | Katherine of Sinai                             | сенатор Галлус                                  |
| 2023 | ф  | Слай Сталлоне                        | Sly                                            | В роли самого себя, хроника, в титрах не указан |

### Озвучивание
- 1983 — «Приключения Шерлока Холмса» (м/ф) — Шерлок Холмс
- 1990 — «Принц Щелкунчик» (м/ф) — Панталоне
- 2007 — «Рататуй» (м/ф) — Антуан Эго

### Режиссёр
- 1999 — Джеффри Бернард нездоров / Jeffrey Bernard is Unwell

## Награды и номинации

### Награды
- 1963 — Премия «Золотой глобус» — лучший дебютант, за фильм «Лоуренс Аравийский»
- 1963 — Премия BAFTA — лучший британский актёр, за фильм «Лоуренс Аравийский»
- 1964 — Премия «Давид ди Донателло» — лучший иностранный актёр за фильм «Лоуренс Аравийский»
- 1965 — Премия «Золотой глобус» — лучшая мужская роль в драме, за фильм «Бекет»
- 1967 — Премия «Давид ди Донателло» — лучший иностранный актёр, за фильм «Ночь генералов»
- 1969 — Премия «Золотой глобус» — лучшая мужская роль в драме, за фильм «Лев зимой»
- 1970 — Премия «Золотой глобус» — лучшая мужская роль в комедии или мюзикле, за фильм «До свидания, мистер Чипс»
- 1999 — Премия «Эмми» — лучший актёр второго плана в мини-сериале или фильме, за телесериал «Жанна д’Арк»
- 2003 — Почётный «Оскар» — человеку, чьи яркие таланты позволили истории кино обрести одну из самых выдающихся фигур.
- 2004 — Премия «IFTA Award» — Лучший актёр второго плана, за фильм «Троя».
- 2009 — Премия «IFTA Award» — Лучший актёр второго плана, за сериал «Тюдоры».

### Номинации
- 1963 — Премия «Оскар» — лучшая мужская роль в фильме «Лоуренс Аравийский»
- 1963 — Премия «Золотой глобус» — лучшая драматическая мужская роль в фильме «Лоуренс Аравийский»
- 1965 — Премия «Оскар» — лучшая мужская роль в фильме «Бекет»
- 1965 — Премия BAFTA — лучший британский актёр в фильме «Бекет»
- 1969 — Премия «Оскар» — лучшая мужская роль в фильме «Лев зимой»
- 1970 — Премия «Оскар» — лучшая мужская роль в фильме «До свидания, мистер Чипс»
- 1973 — Премия «Золотой глобус» — лучшая мужская роль комедии или мюзикла в фильме «Человек из Ла-Манчи»
- 1973 — Премия «Оскар» — лучшая мужская роль в фильме «Правящий класс»
- 1981 — Премия «Оскар» — лучшая мужская роль в фильме «Трюкач»
- 1981 — Премия «Золотой глобус» — лучшая драматическая мужская роль в фильме «Трюкач»
- 1981 — Премия «Эмми» — лучшая мужская роль мини-сериала или фильма в фильме «Масада»
- 1982 — Премия «Золотой глобус» — лучшая мужская роль мини-сериала или фильма на ТВ в фильме «Масада»
- 1983 — Премия «Оскар» — лучшая мужская роль в фильме «Мой лучший год»
- 1983 — Премия «Золотой глобус» — лучшая мужская роль комедии или мюзикла в фильме «Мой лучший год»
- 1989 — Премия BAFTA — лучшая мужская роль второго плана в фильме «Последний император»
- 2000 — Премия «Золотой глобус» — лучшая мужская роль второго плана мини-сериала или фильма на ТВ в фильме «Жанна д’Арк»
- 2003 — Премия «Эмми» — лучшая мужская роль второго плана мини-сериала или фильма в фильме «Гитлер: Восхождение дьявола»
- 2007 — Премия «Оскар» — лучшая мужская роль в фильме «Венера»
- 2007 — Премия «Золотой глобус» — лучшая драматическая мужская роль в фильме «Венера»
- 2007 — Премия BAFTA — лучшая мужская роль в фильме «Венера»
- 2007 — Премия Гильдии киноактёров США — лучшая мужская роль в фильме «Венера»